# Bombardement d'Obersalzberg
Seconde Guerre mondiale
Le bombardement d'Obersalzberg est une opération aérienne stratégique menée le 25 avril 1945 par le Bomber Command de la Royal Air Force (RAF). Cette frappe aérienne cible Obersalzberg, situé en Haute-Bavière, qui a servi de quartier général et de résidence privée à Adolf Hitler et à la haute hiérarchie nazie.
L'attaque cause des dommages importants aux infrastructures du site, détruisant plusieurs bâtiments administratifs et résidentiels, tandis que la résidence d'Adolf Hitler et son réseau de bunkers subissent des dégâts limités. L'opération entraîne des pertes humaines des deux côtés : quatre aviateurs alliés meurent lorsque deux bombardiers britanniques sont abattus, et 31 Allemands périssent durant le bombardement. Les historiens identifient plusieurs objectifs : soutenir l'avancée des forces terrestres alliés, démontrer la puissance aérienne britannique et symboliser l'effondrement imminent du régime nazi. Réalisée par 359 bombardiers lourds, la frappe cible principalement le réseau de bunkers souterrains. Malgré des difficultés de localisation, les aviateurs mènent l'attaque en deux vagues avec une grande précision. Environ 3000 habitants trouvent refuge dans des abris, tandis que Berchtesgaden reste intacte. Adolf Hitler se trouve à Berlin pendant les frappes, et Hermann Göring, le seul haut responsable nazi présent, survit. Ce bombardement symbolise la déliquescence du pouvoir nazi et l'imminence de la capitulation allemande.
Le bombardement d'Obersalzberg, initialement perçu comme un événement militaire majeur, est progressivement marginalisé dans l'historiographie de la Seconde Guerre mondiale. Immédiatement après le conflit, cette opération symbolique contre la résidence d'Hitler suscite une forte satisfaction chez les soldats alliés et bénéficie d'une large couverture médiatique. Cependant, avec le temps, la perception de cet événement s'est nuancée. Le mythe de la « forteresse Alpine », largement diffusé à l'époque, s'est révélé être une construction propagandiste, et les récits historiques ultérieurs ont redimensionné la portée stratégique et symbolique de ce raid.

## Contexte historique

### Le complexe d'Obersalzberg
Sous le régime nazi, le complexe d'Obersalzberg, près de Berchtesgaden en Bavière, est construit comme résidence pour l'élite nazie et Adolf Hitler, qui y passe environ un tiers de son temps chaque année. Avant la Seconde Guerre mondiale, le Berghof, résidence principale du complexe, accueille des dirigeants internationaux, dont Neville Chamberlain lors de la rencontre du 15 septembre 1938 qui aboutit aux accords de Munich. Devenu un symbole du pouvoir d'Hitler, le Berghof est largement promu par la propagande nazie, renforçant ainsi son image auprès de la population allemande.
Pendant la Seconde Guerre mondiale, Obersalzberg demeure un centre de commandement essentiel pour Hitler, qui y séjourne fréquemment, notamment au début de 1944, avant de le quitter définitivement le 14 juillet. Pour se préparer aux éventuels raids aériens alliés, les Allemands construisent un réseau de bunkers et de tunnels, et le site est protégé par des canons anti-aériens et un système de brouillage. Tous les bâtiments sont également camouflés pour dissimuler la présence de ces dispositifs aux avions alliés.

### Renseignement et inaction des Alliés

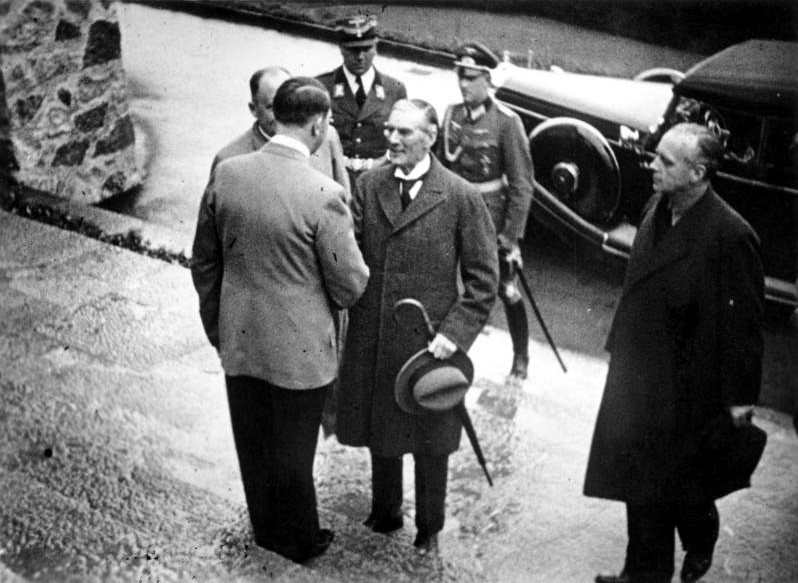
Poignée de main au : Adolf Hitler et Neville Chamberlain en septembre 1938.

Les Alliés envisagent d'attaquer Obersalzberg avant avril 1945, mais cette opération ne se concrétise pas. En juin 1944, les services de renseignement alliés confirment qu'Hitler dirige la résistance au débarquement de Normandie depuis le Berghof. La Royal Air Force élabore alors un plan d'attaque, nommé Hellbound, tandis que des avions de reconnaissance de l'United States Army Air Forces (USAAF) photographient la zone entre le 16 et le 20 juin. Entre-temps, la 15th USAAF préparant des itinéraires de vol depuis des bases en Italie. Cependant, le général Henry Harley Arnold, chef de l'USAAF, décide de ne pas mener l'attaque le 20 juin. Il estime qu'il est peu probable qu'Hitler puisse être tué dans le raid et que son incompétence est un atout pour les Alliés. Il craint également de lourdes pertes, car la zone est réputée pour être pratiquement imprenable. Dans son journal, il note : « Notre arme secrète, c'est Hitler, donc ne bombardons pas son château. Laissons-le commettre d'autres erreurs ». Parallèlement, le Special Operations Executive britannique élabore l'opération Foxley pour assassiner Adolf Hitler à Obersalzberg avec un groupe d'élite des forces spéciales, mais cette opération n'est jamais tentée.

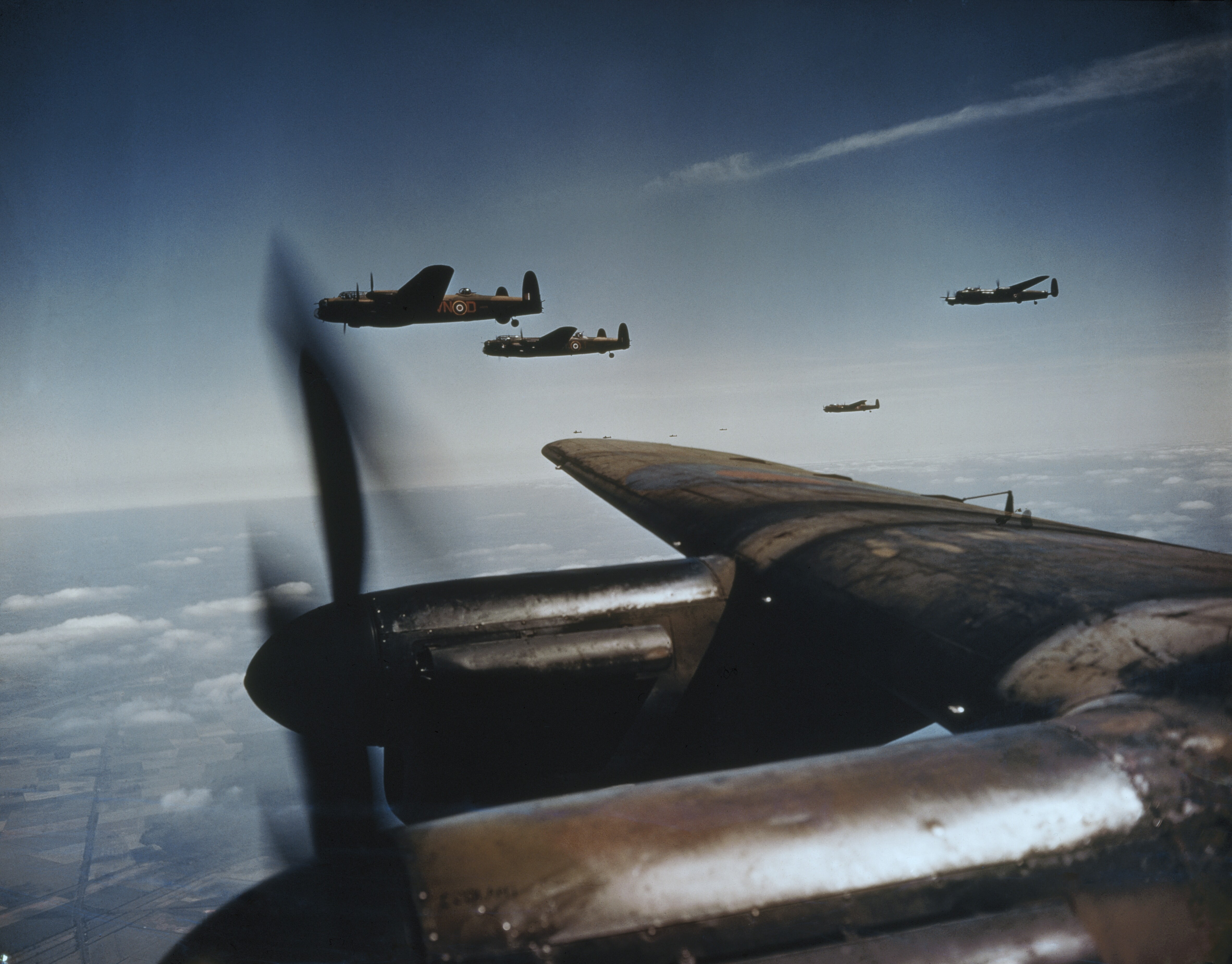
Formation de Avro Lancasters du RAF Bomber Command.

En février 1945, la 15th USAAF propose de bombarder la région de Berchtesgaden, mais le haut commandement de l'United States Army Air Forces (USAAF) rejette cette idée en raison des difficultés de précision et de la conviction que le maintien d'Hitler à la tête de l'armée allemande serait avantageux pour les Alliés. Peu de temps après, le 15th USAAF et le 8th Air Force élaborent des plans pour attaquer les ponts de la région, mais ces plans ne sont jamais mis en œuvre.
Le 20 février 1945, une escadrille de huit chasseurs-bombardiers Republic P-47 Thunderbolt de la 15th USAAF attaquent Berchtesgaden. Initialement destinée à une mission en Italie, l'escadrille est menée par le major John L. Beck,, qui ignore l'importance stratégique de la zone. Les avions bombardent un train et subissent de lourds tirs antiaériens,. Après l'attaque, l'opinion publique alliée est déçue de constater que le Berghof n'a pas été endommagé.
En avril 1945, les Alliés avaient une supériorité aérienne presque totale sur l'Allemagne. Grâce à l'affaiblissement des défenses aériennes allemandes et à la disponibilité d'avions d'escorte alliés de longue portée, le RAF Bomber Command réalise des raids diurnes sur des cibles en Allemagne, en plus de ses opérations nocturnes,. Le 16 avril, le Comité des chefs d'état-major britannique ordonne la cessation des bombardements massifs des zones urbaines. Les bombardiers se concentrent alors sur le soutien direct aux armées alliées et sur les attaques contre les restes de la marine allemande. En accord avec cet ordre, le RAF Bomber Command attaque les villes allemandes sur la trajectoire des forces alliées au sol et effectue des frappes de précision sur d'autres cibles jusqu'au 25 avril,.

## Planification

### Le mythe du refuge alpin
Dans les derniers jours d'avril 1945, alors que l'Europe s'apprête à sortir de la guerre, le Supreme Headquarters Allied Expeditionary Force (SHAEF) redoute un ultime sursaut allemand. Des renseignements évoquent un possible regroupement de hauts responsables et d'unités de la Waffen-SS à Berchtesgaden, dans le but de créer une « forteresse Alpine » et de prolonger les combats,. Cette hypothèse se révèle être un mirage stratégique car les Allemands ont à peine esquissé des positions défensives dans les Alpes, et le dispositif s'effondre. Adolf Hitler, malgré l'envoi de la majorité de son personnel à Berchtesgaden, reste retranché à Berlin. Quant aux ministres de haut rang, ils préfèrent fuir vers d'autres régions du Reich. Seul Hermann Göring demeure à Obersalzberg, lui qui a été démis de ses fonctions et assigné à résidence par Hitler après avoir osé lui envoyer un télégramme, le 23 avril, lui demandant de céder le pouvoir,.

### Motivations du bombardement

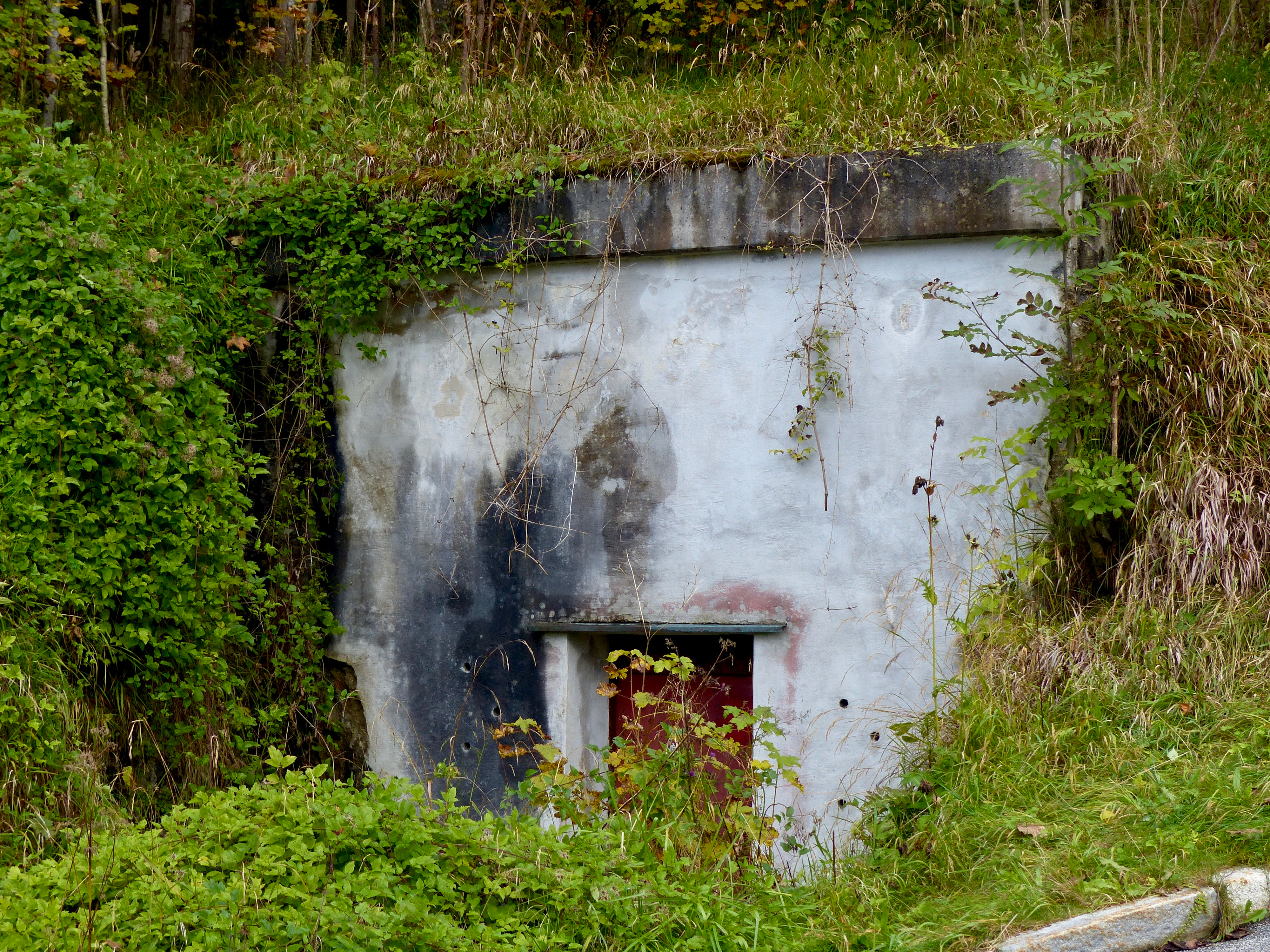
Photographie de l'entrée d'un bunker de la Seconde Guerre mondiale à Obersalzberg, prise en 2016.

Le raid aérien sur Obersalzberg, planifié en avril 1945, marque l'une des dernières grandes offensives alliées en Europe. Orchestré par le commandant du RAF Bomber Command, l'air chief marshal Arthur Travers Harris, et validé par le haut commandement allié, ce bombardement vise plusieurs objectifs stratégiques et symboliques. Officiellement présenté comme un soutien tactique aux troupes américaines progressant vers Munich, le raid revêt en réalité des dimensions plus complexes. Les militaires américains nourrissent même quelques doutes sur son opportunité stratégique, craignant que les décombres ne facilitent la défense allemande. Les historiens Oliver Haller et Despina Stratigakos ont depuis mis en lumière des motivations plus subtiles. Selon Haller, l'objectif est de prouver la précision des bombardiers britanniques, après les critiques sur leurs précédentes attaques. Stratigakos, quant à elle, souligne que le raid vise à convaincre les derniers dirigeants nazis de l'inévitabilité de leur défaite et à effacer symboliquement le souvenir des accords d'apaisement qui avaient précédé la guerre.
Le raid aérien projette de frapper au cœur du repaire alpin d'Hitler, ciblant ses résidences emblématiques d'Obersalzberg : le Berghof et le Kehlsteinhaus. Ces propriétés, témoins de nombreuses réunions stratégiques et réceptions officielles, représentent des objectifs prioritaires pour les forces alliées. Au-delà de ces sites symboliques, la mission vise également un ensemble d'infrastructures militaires et administratives nazis. Les bombardiers doivent détruire les demeures de hauts responsables du régime, neutraliser la caserne des unités Waffen-SS positionnées en défense et endommager un hôpital local stratégique. Les équipages disposent en outre de cibles de repli, notamment les ponts de Salzbourg, permettant d'optimiser l'efficacité de l'opération en cas d'impossibilité d'atteindre le site principal d'Obersalzberg.

## L'attaque

### Convergence vers Obersalzberg
Le 25 avril, une puissante flotte aérienne britannique s'apprête à frapper au cœur du repaire alpin nazi. Au petit matin, 359 bombardiers lourds Avro Lancaster, issus des No. 1 et No. 5 Group RAF, décollent de leurs bases, prêts à mener une mission stratégique d'envergure,. Seize bombardiers légers de Havilland Mosquito du No. 8 Group RAF, équipés du système de navigation Oboe, sont chargés de guider l'opération. Les équipages ont été informés de la présence potentielle de responsables gouvernementaux allemands dans la zone. Les bombardiers sont escortés par un dispositif aérien comprenant 13 escadrons de chasseurs et 98 autres chasseurs P-51 Mustang du No. 8 Group RAF.

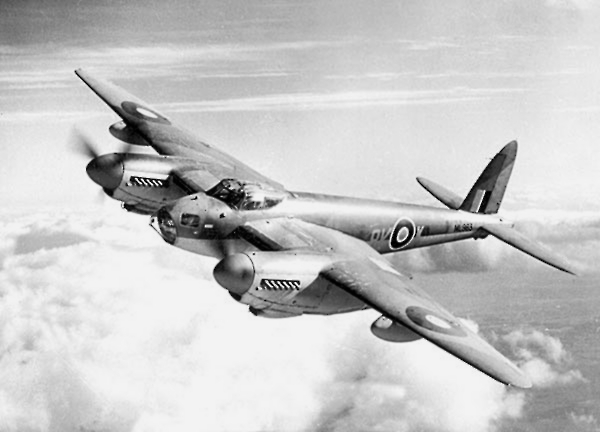
Seize de Havilland Mosquito de la Royal Air Force participent au raid.

La mission aérienne alliée suit une trajectoire précise à travers l'Europe occupée. Après avoir quitté le territoire britannique, les bombardiers traversent une zone géographique incluant Paris et le lac de Constance, avant de converger vers l'objectif final à Obersalzberg. Le vol s'effectue principalement au-dessus de territoires sous contrôle allié, avec les derniers 400 kilomètres surplombant des zones allemandes. Les conditions de progression sont remarquablement favorables car les systèmes de défense ennemis présentent une capacité de riposte significativement réduite. L'absence totale de réaction des batteries antiaériennes de la Luftwaffe témoigne de la désorganisation militaire allemande. Un unique avion de reconnaissance Arado ar 234 est aperçu et immédiatement intercepté par des chasseurs P-51 Mustang.
Les bombardiers alliés se dirigent vers Berchtesgaden avec des conditions météorologiques difficiles. À 9 h 30, la première vague de l'offensive fait face à un épais brouillard et des chutes de neige qui réduisent la visibilité, alors que les bombardiers Mosquitos ont des difficultés à identifier leurs cibles. Sur le terrain, les défenseurs allemands d'Obersalzberg sont désorganisés, ayant épuisé leurs réserves de produits chimiques nécessaires à la création d'écran de fumée. L'équipement de navigation Oboe, habituellement fiable, se révèle inopérant ce jour-là, car les signaux radio étaient bloqués par le relief montagneux. En conséquence, les pilotes adoptent une stratégie d'attente, faisant orbiter les bombardiers en quête d'une opportunité pour frapper leurs objectifs. Pendant ce temps, certains avions s'approchent de Salzbourg, exposés aux tirs des batteries antiaériennes allemandes. La situation devient tendue, et plusieurs appareils frôlent la collision dans ce contexte opérationnel complexe.

### Bombardements
La première vague de bombardiers attaque entre 9 h 51 et 10 h 11,. L'escadron d'élite No. 617 Squadron RAF est le premier à frapper Obersalzberg, qui largue des bombes de type Tallboy. La deuxième vague de bombardement se déroule entre 10 h 42 et 11 h 0,. Au total, plus de 1 400 tonnes de bombes sont larguées, avec l'espoir qu'une telle force de frappe suffise à détruire les bunkers situés sous Obersalzberg. Ce bombardement se caractérise par une précision exceptionnelle, malgré l'absence du système Oboe.
Durant l'opération, deux bombardiers Lancaster sont abattus par des canons antiaériens allemands. Le premier, qui appartient au 460e escadron de la Force aérienne royale australienne, est touché peu après avoir largué sa charge explosive mais, grâce à l'habileté de son pilote, l'équipage réussit à effectuer un atterrissage forcé près de la ville de Traunstein, en Allemagne. Bien que les membres d'équipage soient capturés et faits prisonniers de guerre, leur détention ne dure que quelques jours avant qu'ils ne soient libérés,. Le second bombardier, issu du 619e escadron de la Royal Air Force, connaît un destin tragique. Quatre membres de son équipage perdent la vie dans l'attaque, tandis que trois autres sont capturés. Ces derniers sont rapidement secourus par les forces alliées. Par ailleurs, plusieurs autres Lancaster subissent des dommages au cours de cette mission et l'un d'eux parvient à atterrir près de Paris.
L'attaque produit des résultats contrastés. Parmi les cibles principales, la Kehlsteinhaus demeure intacte, tandis que le Berghof subit des dommages modérés, touché par trois bombes. En revanche, la caserne des Waffen-SS ainsi que les résidences de Hermann Göring et de Martin Bormann, Reichsleiter, sont entièrement détruites. La plupart des quelques 3000 habitants d'Obersalzberg se réfugient dans les bunkers situés sous le complexe. Malheureusement, 31 personnes, dont plusieurs enfants, perdent la vie. Il est à noter que le réseau de bunkers ne subit pas de dommages significatifs,. Par ailleurs, la ville de Berchtesgaden demeure intacte, et aucun de ses habitants n'est tué ou blessé durant l'attaque.
Simultanément, des unités de l'USAAF lancent des attaques sur les infrastructures de transport dans la région d'Obersalzberg. Ces raids font partie d'une opération sollicitée par les forces terrestres alliées, qui vise à détruire les dépôts de munitions des usines Škoda, situées près de Pilsen en Tchécoslovaquie occupée, ainsi que les voies ferrées en Autriche, utilisées pour le transport des troupes allemandes. Les localités environnantes d'Obersalzberg, notamment Freilassing, Hallein, Bad Reichenhall, Salzbourg et Traunstein, sont également touchées. Ces attaques infligent des dommages considérables à plusieurs gares, usines à gaz et hôpitaux de ces villes. On déplore la mort de plus de 300 civils au cours de ces opérations.

## Conséquences

### Pillage et mémoire

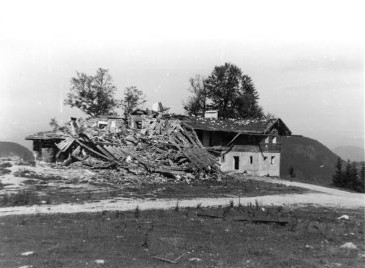
Les ruines de la résidence d'Hermann Göring à Obersalzberg, en 1948.

L'Obersalzberg est abandonné dans les jours qui suivent le raid aérien. Conformément aux ordres émis par Adolf Hitler, les SS procèdent à la destruction du Berghof avant de se retirer de la région,. Le 4 mai 1945, le 15th USAAF s'empare de cette zone stratégique. Hermann Göring, qui survit à l'attaque aérienne, est capturé par les forces américaines le 9 mai 1945, marquant ainsi un tournant significatif dans la chute du régime nazi.
Durant la libération d'Obersalzberg, les forces militaires américaines et françaises procèdent à une collecte systématique d'artefacts et investissent méthodiquement les ruines du Berghof. Ce processus de récupération mémorielle, sans précédent dans les territoires allemands occupés, s'inscrit dans une dynamique de déconstruction symbolique du patrimoine nazi,. L'analyse historiographique de Stratigakos met en évidence un phénomène complexe : le pillage, initialement conçu comme une stratégie de délégitimation, contribue paradoxalement à la diffusion internationale des références hitlériennes. Chaque objet récupéré, qu'il s'agisse d'éléments domestiques ou de fragments architecturaux, devient un vecteur de mémoire, transcendant l'intention originelle de discréditation. Le témoignage du photojournaliste Lee Miller illustre cette dialectique mémorielle car, selon elle, malgré l'absence de dispositif muséal commémoratif, les vestiges du régime nazi continueront de circuler, fragmentant et réinterprétant perpétuellement l'héritage historique du nazisme.

### Un bombardement symbolique
Dans le cadre des opérations militaires de la Seconde Guerre mondiale, l'attaque sur l'Obersalzberg représente le point culminant et conclusif des missions du RAF Bomber Command. Cette intervention, hautement symbolique, est caractérisée par une ambivalence émotionnelle manifeste chez les équipages : si la majorité des pilotes éprouve une satisfaction stratégique à cibler la résidence personnelle d'Adolf Hitler, certains éprouvent une conscience critique des implications humanitaires de leur action,. Le dernier raid opérationnel des Alliés durant la guerre, contre une infrastructure pétrolière norvégienne dans la nuit du 25 au 26 avril 1945, marque un tournant significatif car après l'attaque, les escadrons britanniques opèrent une mutation paradigmatique, passant d'une logique offensive à une dynamique humanitaire. Entre le 26 avril et le 8 mai 1945, ces unités aériennes se redéploient dans le cadre de deux opérations distinctes : Exodus, qui vise à faciliter le rapatriement des prisonniers de guerre, et Manna, pour assurer le ravitaillement des populations civiles néerlandaises en situation de détresse alimentaire.

### Engouement médiatique
Le raid sur Obersalzberg suscite, à l'époque, une couverture médiatique considérable, mais il est aujourd'hui largement méconnu. Les reportages contemporains mettent en avant l'importance stratégique de cette opération, considérant Obersalzberg à la fois comme un centre de commandement alternatif et un symbole emblématique du régime nazi. L'attaque est présentée comme l'ultime phase pour vaincre Adolf Hitler et mettre un terme à la guerre. Les médias de l'époque font également référence à la visite de Neville Chamberlain à Obersalzberg en 1938, soulignant ainsi le caractère historique du site. Cependant, au fil du temps, la forteresse alpine se révèle davantage être un mythe qu'une réalité tangible. Les récits d'après-guerre, y compris les mémoires de Arthur Harris, mentionnent peu cette opération, témoignant d'un effacement progressif de son importance dans la mémoire collective. Cette dynamique souligne la complexité de la construction mémorielle autour des événements de la Seconde Guerre mondiale et la manière dont certains épisodes peuvent être relégués au second plan dans le discours historique.

### Présence américaine

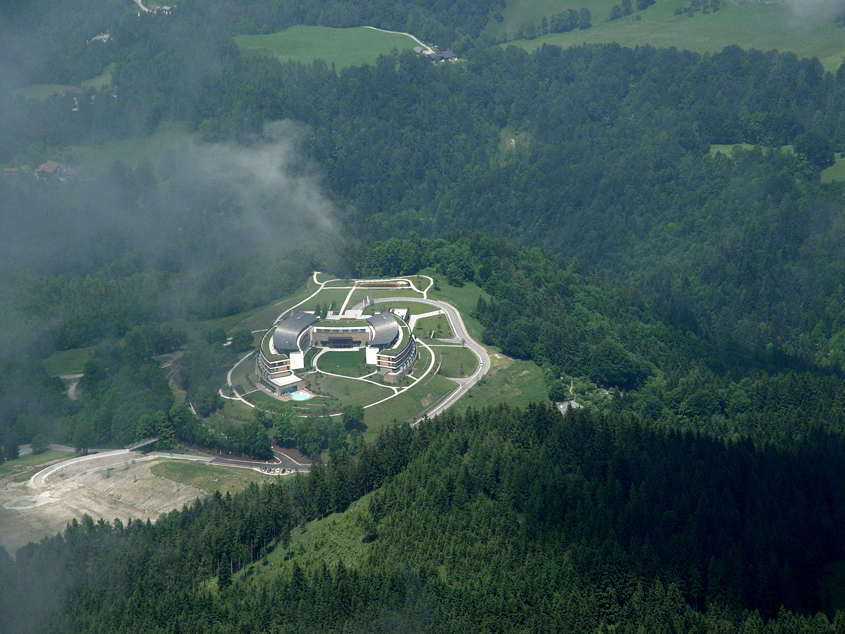
Obersalzberg en 2005.

Après la Seconde Guerre mondiale, le site d'Obersalzberg passe sous l'administration de l'armée américaine, qui y établit un centre de loisirs destiné à ses soldats. Toutefois, les ruines des bâtiments de l'époque nazie attirent des pèlerinages néonazis, qui suscitent des inquiétudes au sein des autorités bavaroises. Pour mettre un terme à ces visites controversées, le gouvernement de la Bavière ordonne la destruction des structures restantes le 30 avril 1952, date qui coïncide avec le septième anniversaire du suicide d'Adolf Hitler à Berlin. En 1996, l'armée américaine ferme son centre de loisirs et restitue Obersalzberg à la Bavière, qui procède, au début des années 2000, à la démolition des autres bâtiments de la région afin de faire place à un complexe de villégiature. Le musée Dokumentationszentrum Obersalzberg ouvre ses portes en 1999, offrant une analyse approfondie de l'histoire de ce site durant l'ère nazie. En 2008, un panneau est installé pour indiquer l'emplacement du Berghof, soulignant son rôle crucial en tant que site de décisions majeures durant la Seconde Guerre mondiale et la Shoah. Ces initiatives visent à préserver la mémoire historique et à sensibiliser le public aux événements tragiques qui s'y sont déroulés, tout en favorisant une réflexion critique sur le passé.